# Wizex
Wizex er ett svenskt danseband. Det blev dannet i 1973.

## Diskografi

### Album
- Skratta och le (1974)
- Rusar vidare (1975)
- Har du glömt (1976)
- Wizex bäzta (1976)
- Som en sång (1977)
- Miss Decibel (1978)
- Carousel (1978)
- Some Girls & Trouble Boys (1979)
- Greatest Hits (1980)
- You Treated Me Wrong (1980)
- Nattfjäril (1982)
- Julie (1983)
- Det är dej jag väntar på (1984)
- Ska du komma loss (1985)
- Dansa i månens sken (1987)
- Mjölnarens Irene (1988)
- Vägen hem (1989)
- Spanska ögon (1990)
- Musik Paraden (1991)
- Jag kan se en ängel (1992)
- Jag måste ge mej av (1992)
- Vår hemmagjorda dansmusik (1993)
- Julafton hemma (1993)
- Wizex med Lena Pålsson & Kikki Danielsson (1995)
- Varma vindar (1995)
- Några enkla rader (1997)
- Jorden snurrar (1997)
- Samma ensamma jag (1997)
- Mot nya mål (1998)
- 20 Bästa (1998)
- JubileumsDans (1998)
- Take Me to Your Heaven (1999)
- Place de Trocadero (1999)
- Tusen och en natt (1999)
- Om du var här (2000)
- Guldkorn (2002)
- Wizexponerad (2006)
- Innan det är för sent (2010)
- Simsalabim (2012)
- Morgonsol (?)
- 12 favoritlåtar (?)
- Bugga loss till Wizex (?)

## Eksterne henvisninge
- Wizex